# Leucauge wokamara
Leucauge wokamara este o specie de păianjeni din genul Leucauge, familia Tetragnathidae, descrisă de Strand, 1911. Conform Catalogue of Life specia Leucauge wokamara nu are subspecii cunoscute.